# Le Kerveguen
Pour les articles homonymes, voir Kerveguen.
Le Kerveguen est une salle de concert française à Saint-Pierre, sur l'île de La Réunion. Aménagée dans un ancien cinéma, elle est située dans le centre-ville de Saint-Pierre au 15, rue de la République.